# Praon exsoletum
Praon exsoletum är en stekelart som först beskrevs av Christian Gottfried Daniel Nees von Esenbeck 1811.  Praon exsoletum ingår i släktet Praon och familjen bracksteklar. Inga underarter finns listade i Catalogue of Life.